# Slag bij Williamsburg
De Slag bij Williamsburg vond plaats op 5 mei 1862 in York County, Virginia tijdens de Amerikaanse Burgeroorlog. Deze slag is ook bekend als de Slag bij Fort Magruder. Het was de eerste echte veldslag van de Schiereiland-veldtocht waarbij 41.000 Noordelijken tegenover 32.000 Zuidelijken vochten. Ook deze slag bracht geen beslissing en eindigde door de verdere terugtocht van het Zuidelijke leger.
Na de Zuidelijke terugtocht vanuit Yorktown trof de Noordelijke divisie onder leiding van brigadegeneraal Joseph Hooker de Zuidelijke achterhoede bij Williamsburg. Hooker viel Fort Magruder aan, een fortificatie langs de Williamsburg Road. Zijn aanval werd afgeslagen door de mannen van James Longstreet. Hij liet zijn manschappen een tegenaanval uitvoeren waarbij de Noordelijke linkerflank bijna onder de voet gelopen werd. De komst van de divisie van brigadegeneraal Philip Kearny kon de linkerflank stabiliseren. Met de versterkingen van brigadegeneraal Winfield S. Hancock werd de Zuidelijke linkerflank bedreigd die twee redoutes hadden bemand. Het succes van Hancocks aanval werd niet opgevolgd. Het Zuidelijke leger trok zich terug van het slagveld en zette de algemene terugtocht verder naar Richmond.

## Achtergrond
Toen generaal Joseph E. Johnston zijn leger terug trok uit de stellingen van de Warwicklinie rond Yorktown was generaal George B. McClellan onvoorbereid om onmiddellijk een achtervolging in te zetten. Op 4 mei stuurde McClellan de cavalerie onder brigadegeneraal George Stoneman eropuit om de vijandelijke achterhoede aan te vallen. Hij stuurde ongeveer de helft van het leger onder leiding van brigadegeneraal Edwin V. Sumner achter Stoneman aan. De divisie van William B. Franklin werd ingescheept en de York opgestuurd om de vijandelijke terugtocht af te snijden. Het duurde echter twee volle dagen om de soldaten en de uitrusting in te schepen zodat deze soldaten van weinig nut zouden zijn bij de volgende confrontaties.
Op 5 mei vorderde het leger van Johnston zeer traag over de modderige wegen. Ook de veelvuldige schermutselingen met de Noordelijke cavalerie werkte vertragend. Om zijn leger meer ademruimte te geven, liet hij een deel van zijn leger achter bij Fort Magruder nabij de Williamsburg Road.

## De Slag

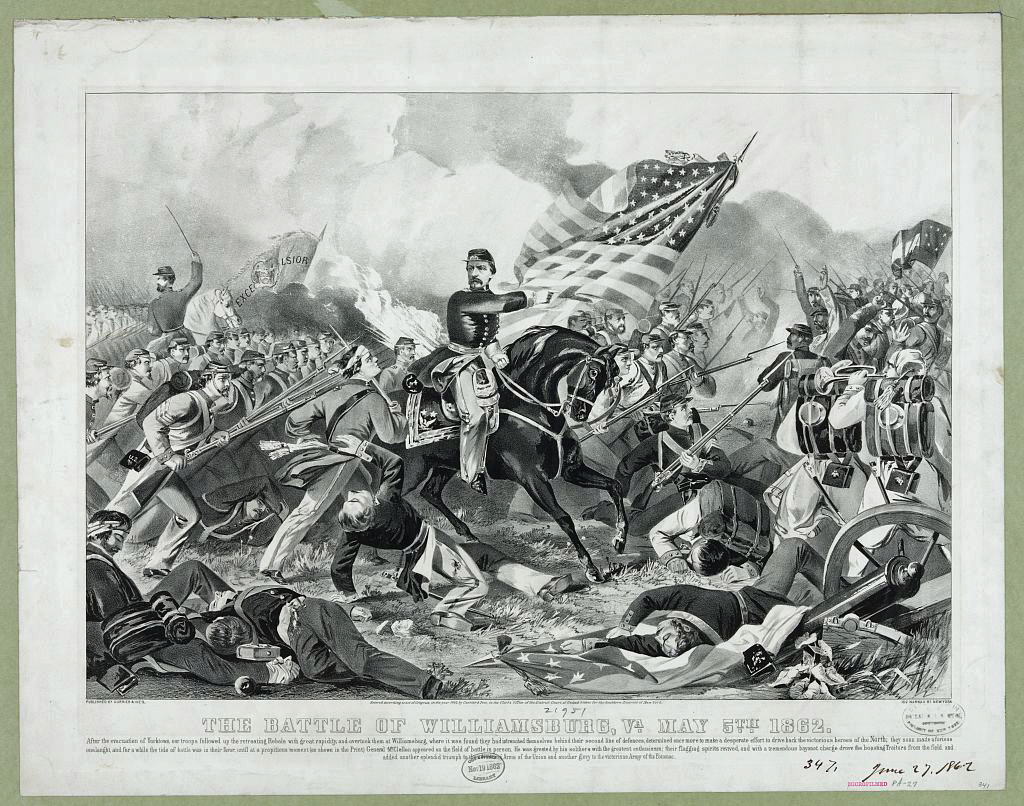
McClellan komt aan op het slagveld door Currier and Ives.

De voorhoede werd gevormd door de 2nd division van het III Corps onder leiding van brigadegeneraal Joseph Hooker. Hij viel Fort Magruder en de kleinere fortificaties in de nabijheid aan maar werd door Zuidelijke tegenaanvallen onder leiding van generaal-majoor James Longstreet teruggeslagen. Deze tegenaanvallen braken bijna Hookers slaglinie die vrijwel de hele ochtend de gevechten alleen gevoerd had en nog steeds op de rest van het Noordelijke leger wachtte. Hooker had gehoopt dat de 2nd Division van het IV Corps onder leiding van William F. "Baldy" Smith die op de Yorktown Road in noordelijke richting marcheerde, naar het geluid van de kanonnen zou optrekken. Smith moest echter halt houden op bevel van Sumner op slechts 1,5 km van het strijdtoneel. Sumner vreesde een aanval van de Zuidelijke troepen vanuit het fort.

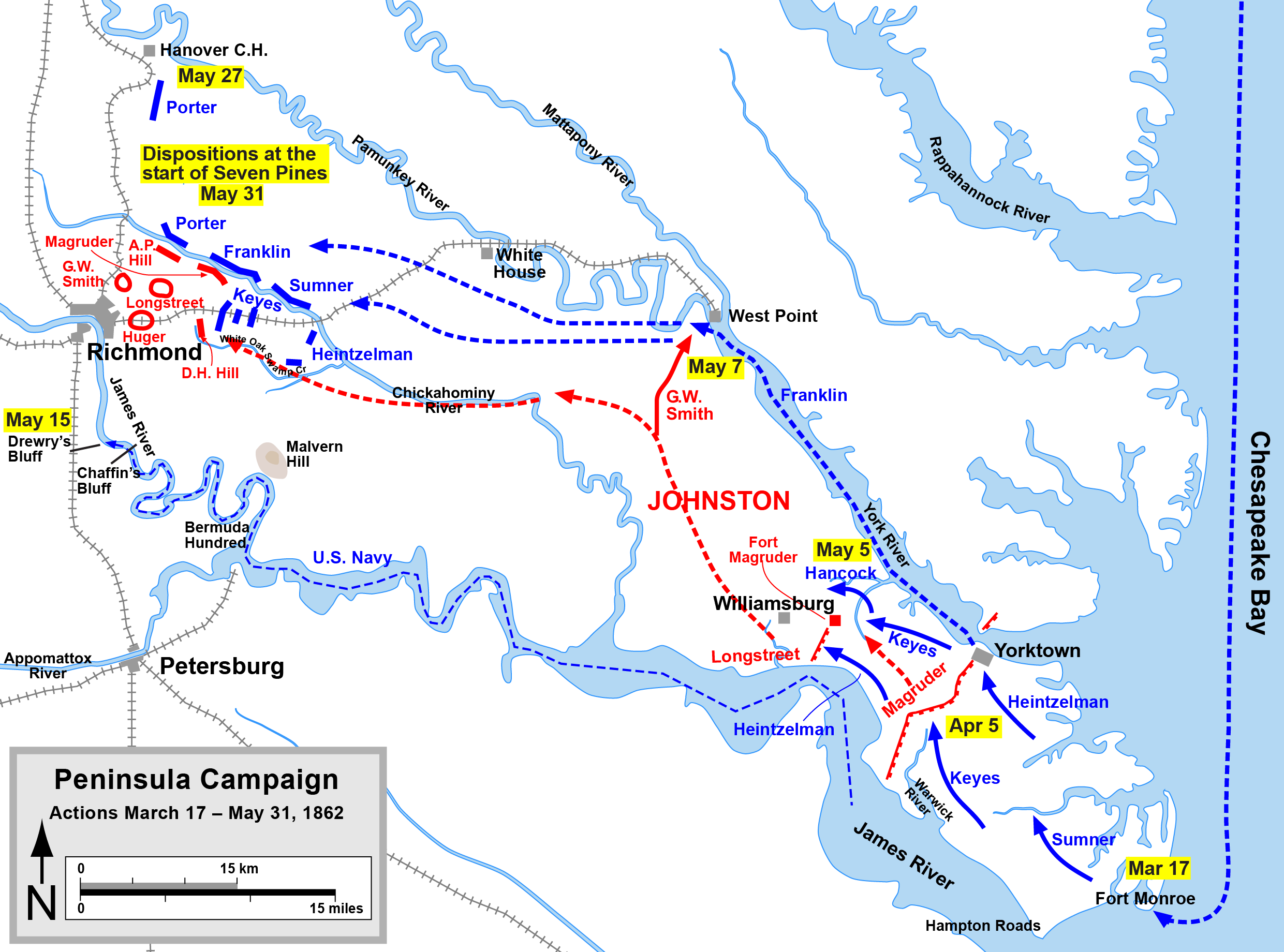
Schiereiland-veldtocht, kaart met gebeurtenissen tot en met de Slag bij Seven Pines.

Longstreets soldaten verlieten wel degelijk de fortificaties om Hooker aan te vallen en niet Smith of Sumner. De brigade van brigadegeneraal Cadmus M. Wilcox voerde de druk op Hookers slaglinie op. De muziekkorpsen speelden Yankee Doodle wat het moreel van de soldaten ietwat opkrikte. Zo hielden ze het lang genoeg uit tot de aankomst van de 3rd Division, III Corps van brigadegeneraal Philip Kearny rond 14.30u. Kearny voerde de verkenningen voor zijn linie persoonlijk uit en spoorde zijn mannen aan door te zwaaien met zijn zwaard in zijn enige arm. De Zuidelijken werden teruggedrongen van de Lee’s Mill Road en terug naar hun defensieve posities in de bossen. Tot laat in de namiddag vonden er zware vuurgevechten plaats.
Terwijl Hooker strijd leverde bij Fort Magruder was de 1ste brigade van Winfield S. Hancock via Cub’s Creek op een punt aangekomen waar ze Zuidelijke linkerflank onder vuur konden nemen. Generaal-majoor D. H. Hill, bevelhebber van de Zuidelijke reserve, had een brigade gedetacheerd onder Jubal A. Early en ze naar het College of William and Mary gestuurd. Toen Early en Hill het kanongebulder hoorden, spoedden ze zich ernaartoe. Early splitste zijn brigade in twee. Hij leidde persoonlijk twee regimenten (de 24th en 38th Virginia Infantry) door de bossen zonder afdoende verkenning. Hij kwam niet uit op de vijandelijke flank maar recht voor de kanonnen van Hancocks brigade. Hij leidde met de 24th Virginia de zinloze aanval en werd gewond in zijn schouder.
Hancock kreeg verschillende keren het bevel van Sumner om zich terug te trekken naar Cub Creek. Hij gebruikte de Zuidelijke tegenaanval als excuus om te blijven vechten waar hij was. Terwijl de 24th Virginia aanviel, verscheen D. H. Hill uit de bossen met andere regimenten van Early en de 5th North Carolina. Hij gaf het order tot de aanval zonder te beseffen in welke situatie hij zich bevond. Hancocks 3.400 soldaten en 8 kanonnen waren veel sterker dan zijn 1.200 soldaten zonder artillerie. Hij blies de aanval af voor het goed en wel begonnen was. Hancock nam het initiatief en voerde een tegenaanval uit. De North Carolinians verloren 302 soldaten de Virginians 508. De Noordelijken verloren ongeveer 100 soldaten. Na de slag kreeg de tegenaanval veel bijval in de pers. Hancock kreeg voor deze bajonetaanval de bijnaam "Hancock the Superb"
Rond 14.00u versterkte John J. Pecks brigade de rechterflank van Hookers linie. Rond deze tijd was de linie ongeveer 1.000 m teruggedrongen van het Fort. Het moreel had een zware slag gekregen door het verlies van de vele manschappen.

## Gevolgen
De Noordelijke kranten portretteerden deze slag als een overwinning voor hun leger. McClellan sprak abusievelijk over een briljante overwinning op superieure aantallen. Door de Zuidelijken werd deze slag gezien als een succesvolle vertragingsmanoeuvre. Johnstons leger kon zich vrijwel ongehavend verder terugtrekken naar Richmond. De Zuidelijken hadden 1.682 mannen verloren. De Noordelijke verliezen bedroegen 2.283 manschappen.